# انرجا
انرجا (انگلیسی: Energa) شرکت برق لهستانی است، که در سال ۲۰۰۶ تأسیس شد.